# ادوین جی. کربس
ادوین گرهارد کربس (آلمانی: Edwin Gerhard Krebs؛ زاده ۶ ژوئن ۱۹۱۸ – درگذشته ۲۱ دسامبر ۲۰۰۹) یک دانشمند در زمینه زیست‌شیمی اهل ایالات متحده آمریکا بود. وی به همراه همکارش ادموند اچ. فیشر، برندگان جایزه نوبل فیزیولوژی و پزشکی سال ۱۹۹۲ میلادی بودند.